# Blakan
Blakan är en sjö i Söderhamns kommun i Hälsingland och ingår i Ljusnans huvudavrinningsområde. Sjön är 11,1 meter djup, har en yta på 0,179 kvadratkilometer och är belägen 123,6 meter över havet.

## Delavrinningsområde
Blakan ingår i det delavrinningsområde (678640-154988) som SMHI kallar för Utloppet av Blakan. Medelhöjden är 197 meter över havet och ytan är 4,38 kvadratkilometer. Det finns inga avrinningsområden uppströms utan avrinningsområdet är högsta punkten. Vattendraget som avvattnar avrinningsområdet har biflödesordning 2, vilket innebär att vattnet flödar genom totalt 2 vattendrag innan det når havet efter 33 kilometer. Avrinningsområdet består mestadels av skog (91 procent). Avrinningsområdet har 0,18 kvadratkilometer vattenytor vilket ger det en sjöprocent på 4,1 procent.